# Lissac-sur-Couze
Lissac-sur-Couze – miejscowość i gmina we Francji, w regionie Nowa Akwitania, w departamencie Corrèze.
Według danych na rok 1990 gminę zamieszkiwało 475 osób, a gęstość zaludnienia wynosiła 38 osób/km² (wśród 747 gmin Limousin Lissac-sur-Couze plasuje się na 264. miejscu pod względem liczby ludności, natomiast pod względem powierzchni na miejscu 504.).